# Веснянка (мультфильм)
«Веснянка» — советский рисованный мультипликационный фильм, созданный в 1961 году Ниной Василенко на студии «Киевнаучфильм».

## Сюжет
Баба Вьюга узнаёт от птицы, что появилась девочка Веснянка, совершившая множество добрых дел. Она засыпает Веснянку сугробом, но звери приходят ей на помощь, а Белочка вызывает Солнце, и оно превратило Вьюгу в дождь.

## Создатели
- Режиссёр: Нина Василенко
- Сценарист: В. Иванович
- Художники-постановщики: М. Малова, Г. Карлов
- Художники: Л. Гриценко, Анатолий Вадов
- Аниматоры: Марк Драйцун, Кирилл Малянтович, Оксана Ткаченко, Е. Рабинович, Л. Телятников, Борис Храневич
- Оператор: Григорий Островский
- Композитор: Юдифь Рожавская
- Звукорежиссёры: Игорь Погон, Р. Пекарь
- Редактор: Андрей Дмитрук
- Роли озвучивали: Галина Бабенко